# Coccyzus americanus

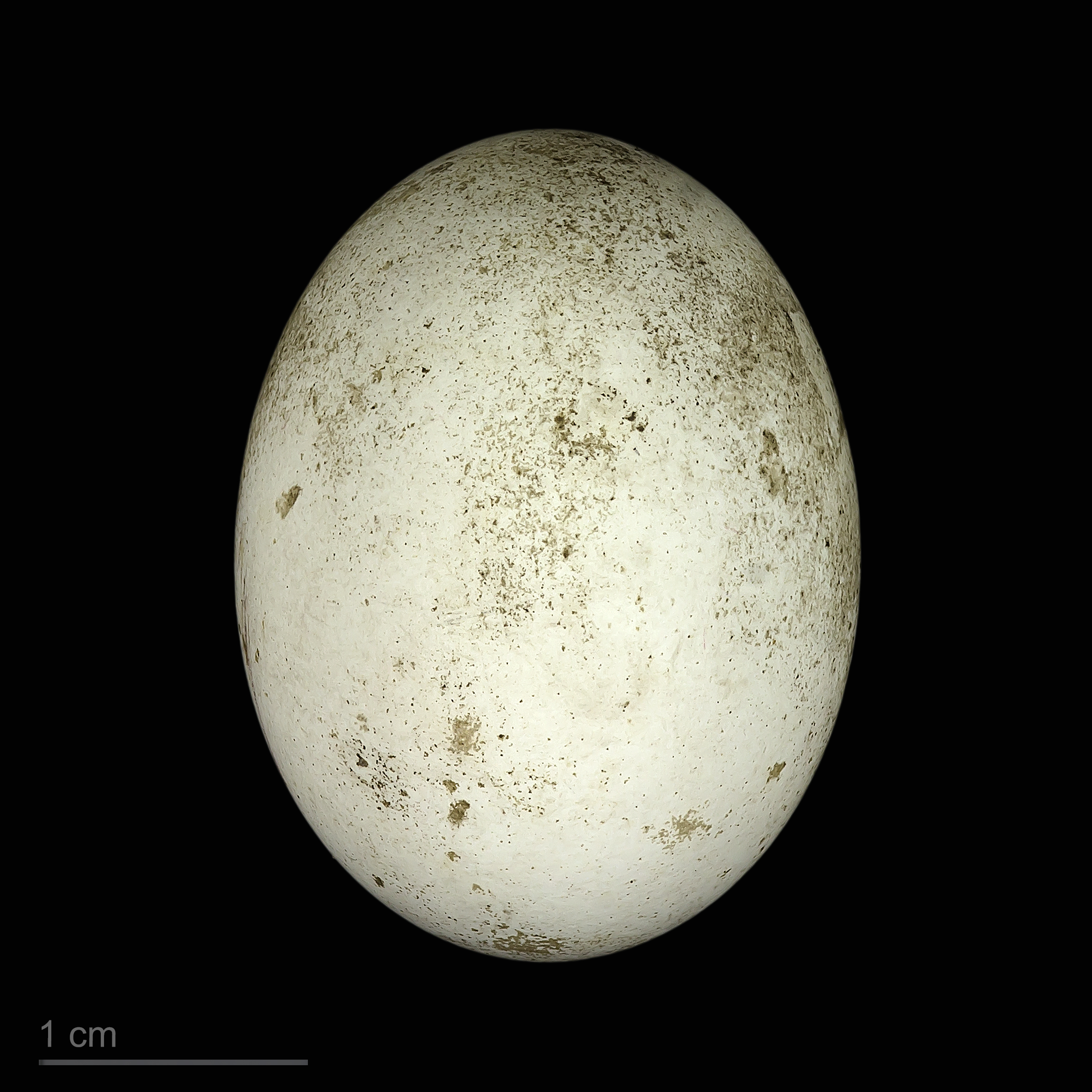
Uovo di Coccyzus americanus - Museo di Tolosa

Il cuculo beccogiallo, cuculo occhigialli o cuculo americano (Coccyzus americanus Linnaeus, 1758), è un uccello della famiglia dei Cuculidae.

## Sistematica
Coccyzus americanus ha due sottospecie:
- Coccyzus americanus americanus
- Coccyzus americanus occidentalis

## Distribuzione e habitat
Questo uccello vive in tutto il Nord, Centro e Sud America (eccetto in Cile), e nei Caraibi. È di passo in Groenlandia, Marocco e in Europa centrale e occidentale (Italia, Belgio, Francia, Irlanda, Regno Unito, Norvegia, Danimarca, Portogallo).